# 喀和鐵路
喀和鐵路（維吾爾語：خوتەن تۆمۈريولى‎ - قەشقەر‎‎，拉丁维文：Qeshqer-Xoten tömüryoli）是中华人民共和国新疆维吾尔自治区的一條單線鐵路，連接西部的喀什市和南部重鎮和田市。

## 技術資料
正線全長488.27公里，設計技術標準為國家Ⅱ級單線鐵路，內燃機車牽引，預留电气化條件。全線共設16個車站，預計年貨運發送量1,500萬噸。

## 歷史
从上报项目建议书，到获得国家立项批准，仅用了5个月时间。鐵路原為十二五項目，國務院32號文下發後，發改委、鐵道部等有關部門在自治區有關部門的配合下，被提前到了十一五规划裏。總投資51億人民幣。
2008年12月動工，2010年11月6日鋪通，12月30日開通貨運服務，2011年6月29日开通和田至乌鲁木齐的客运列车。